# Arabia Saudita en la Copa Mundial de Fútbol de 2006
La selección de Arabia Saudita fue uno de los 32 países participantes de la Copa Mundial de Fútbol de 2006, realizada en Alemania.
En su cuarta clasificación consecutiva a una Copa Mundial, Arabia Saudita nuevamente demostró ser uno de los equipos más sólidos del continente asiático. Sin embargo, ese éxito no se ha visto reflejado últimamente en los resultados: tras un sorprendente debut en la Copa Mundial de Fútbol de 1994 donde pasaron a la segunda ronda y alcanzaron el 12º lugar, obtuvieron los últimos lugares en los torneos siguientes.
En un grupo considerado accesible para sus pretensiones, Arabia Saudita se enfrentó a España, Túnez y Ucrania. Sin embargo, nuevamente no logró tener una participación rescatable, finalizando en el 28º lugar del campeonato, tras dos derrotas y un empate en el Grupo H

## Clasificación

### Segunda Ronda

#### Grupo 8
| Pos. | Equipo         | Pts. | PJ | G | E | P | GF | GC | Dif. | Clasificación |     | KSA | TKM | IDN | SRI |
| ---- | -------------- | ---- | -- | - | - | - | -- | -- | ---- | ------------- | --- | --- | --- | --- | --- |
| 1    | Arabia Saudita | 18   | 6  | 6 | 0 | 0 | 14 | 1  | +13  | Tercera Ronda |     | —   | 3–0 | 3–0 | 3–0 |
| 2    | Turkmenistán   | 7    | 6  | 2 | 1 | 3 | 8  | 10 | −2   |               |     | 0–1 | —   | 3–1 | 2–0 |
| 3    | Indonesia      | 7    | 6  | 2 | 1 | 3 | 8  | 12 | −4   |               | 1–3 | 3–1 | —   | 1–0 |     |
| 4    | Sri Lanka      | 2    | 6  | 0 | 2 | 4 | 4  | 11 | −7   |               | 0–1 | 2–2 | 2–2 | —   |     |

 Fuente: 

### Tercera Ronda

#### Grupo 1
| Pos. | Equipo         | Pts. | PJ | G | E | P | GF | GC | Dif. | Clasificación |  | KSA | KOR | UZB | KUW |
| ---- | -------------- | ---- | -- | - | - | - | -- | -- | ---- | ------------- |  | --- | --- | --- | --- |
| 1    | Arabia Saudita | 14   | 6  | 4 | 2 | 0 | 10 | 1  | +9   | Alemania 2006 |  | —   | 2–0 | 3–0 | 3–0 |
| 2    | Corea del Sur  | 10   | 6  | 3 | 1 | 2 | 9  | 5  | +4   | Alemania 2006 |  | 0–1 | —   | 2–1 | 2–0 |
| 3    | Uzbekistán     | 5    | 6  | 1 | 2 | 3 | 7  | 11 | −4   | Playoff       |  | 1–1 | 1–1 | —   | 3–2 |
| 4    | Kuwait         | 4    | 6  | 1 | 1 | 4 | 4  | 13 | −9   |               |  | 0–0 | 0–4 | 2–1 | —   |

 Fuente: 

## Jugadores
Datos corresponden a situación previo al inicio del torneo
| #  | Nombre               | Posición      | Edad | PJ Sel | Club       |
| -- | -------------------- | ------------- | ---- | ------ | ---------- |
| 1  | Mohamed Al Deayea    | Portero       | 33   | 181    | Al-Hilal   |
| 2  | Ahmed Dokhi          | Defensa       | 29   | 68     | Al-Ittihad |
| 3  | Redha Tukar          | Defensa       | 30   | 37     | Al-Ittihad |
| 4  | Hamad Al Montashari  | Defensa       | 23   | 32     | Al-Ittihad |
| 5  | Nayef Al Qadi        | Defensa       | 27   | 28     | Al-Ahli    |
| 6  | Omar Al Ghamdi       | Mediocampista | 27   | 38     | Al-Hilal   |
| 7  | Mohammed Ameen       | Mediocampista | 26   | 16     | Al-Ittihad |
| 8  | Mohammed Noor        | Mediocampista | 28   | 63     | Al-Ittihad |
| 9  | Sami Al Jaber        | Delantero     | 33   | 160    | Al-Hilal   |
| 10 | Mohammad Al Shalhoub | Mediocampista | 25   | 48     | Al-Hilal   |
| 11 | Saad Al Harthi       | Delantero     | 22   | 15     | Al-Nasr    |
| 12 | Abdulaziz Khathran   | Defensa       | 32   | 19     | Al-Hilal   |
| 13 | Hussein Sulimani     | Defensa       | 29   | 97     | Al-Ahli    |
| 14 | Saud Kariri          | Mediocampista | 25   | 34     | Al-Ittihad |
| 15 | Ahmed Al Bahri       | Defensa       | 25   | 11     | Al-Ittifaq |
| 16 | Khaled Aziz          | Mediocampista | 24   | 14     | Al-Hilal   |
| 17 | Mohamed Al Bishi     | Defensa       | 19   | 0      | Al-Ahli    |
| 18 | Nawaf Al Temyat      | Mediocampista | 29   | 56     | Al-Hilal   |
| 19 | Mohammed Masaad      | Defensa       | 23   | 5      | Al-Ahli    |
| 20 | Yasser Al-Qahtani    | Delantero     | 23   | 45     | Al-Hilal   |
| 21 | Mabrouk Zaid         | Portero       | 27   | 33     | Al-Ittihad |
| 22 | Mohammad Khojah      | Portero       | 24   | 8      | Al-Shabab  |
| 23 | Malek Mouath         | Delantero     | 24   | 5      | Al-Ahli    |
| DT | Marcos Paquetá       |               |      |        |            |

## Participación

### Enfrentamientos previos
Tras su clasificación al Mundial, el equipo de Arabia Saudita no solamente participó en diversos partidos amistosos sino que también en algunas copas internacionales pequeñas como en los Juegos del Oeste de Asia de 2005 realizada en Doha, Catar o las preliminares de la Copa Asiática de 2007.
En sus partidos previos, Arabia Saudita tuvo un bajo rendimiento solamente ganando tres partidos (ante Palestina, Yemen y la mundialista Togo) y perdiendo abrumadoramente ante Irak.
| Fecha                   | Lugar      |                |  | Resultado |  |                 |
| ----------------------- | ---------- | -------------- |  | --------- |  | --------------- |
| 14 de noviembre de 2005 | Jiddah     | Arabia Saudita |  | 1:3 (1:2) |  | Ghana           |
| 3 de diciembre de 2005  | Rayyan     | Arabia Saudita |  | 2:0 (2:0) |  | Palestina       |
| 5 de diciembre de 2005  | Rayyan     | Arabia Saudita |  | 1:5 (0:3) |  | Irak            |
| 8 de diciembre de 2005  | Doha       | Arabia Saudita |  | 0:2 (0:1) |  | Irak            |
| 18 de enero de 2006     | Riad       | Arabia Saudita |  | 1:1 (0:1) |  | Suecia          |
| 21 de enero de 2006     | Riad       | Arabia Saudita |  | 1:1 (0:0) |  | Finlandia       |
| 25 de enero de 2006     | Riad       | Arabia Saudita |  | 1:1 (0:0) |  | Grecia          |
| 27 de enero de 2006     | Riad       | Arabia Saudita |  | 1:2 (1:1) |  | Líbano          |
| 14 de febrero de 2006   | Jiddah     | Arabia Saudita |  | 1:1 (1:1) |  | Siria           |
| 22 de febrero de 2006   | Saná       | Arabia Saudita |  | 4:0 (0:1) |  | Yemen           |
| 1 de marzo de 2006      | Düsseldorf | Arabia Saudita |  | 0:3 (0:2) |  | Portugal        |
| 15 de marzo de 2006     | Jiddah     | Arabia Saudita |  | 2:2 (1:1) |  | Irak            |
| 28 de marzo de 2006     | Riad       | Arabia Saudita |  | 1:2 (1:1) |  | Polonia         |
| 11 de mayo de 2006      | Sittard    | Arabia Saudita |  | 1:2 (1:1) |  | Bélgica         |
| 14 de mayo de 2006      | Sittard    | Arabia Saudita |  | 1:0 (0:0) |  | Togo            |
| 26 de mayo de 2006      | Innsbruck  | Arabia Saudita |  | 0:2 (0:1) |  | República Checa |
| 31 de mayo de 2006      | Offenbach  | Arabia Saudita |  | 0:1 (0:0) |  | Turquía         |

### Primera fase
| Equipo         | Pts | PJ | PG | PE | PP | GF | GC | Dif |
| -------------- | --- | -- | -- | -- | -- | -- | -- | --- |
| España         | 9   | 3  | 3  | 0  | 0  | 8  | 1  | +7  |
| Ucrania        | 6   | 3  | 2  | 0  | 1  | 5  | 4  | +1  |
| Túnez          | 1   | 3  | 0  | 1  | 2  | 3  | 6  | -3  |
| Arabia Saudita | 1   | 3  | 0  | 1  | 2  | 2  | 7  | -5  |

| 14 de junio de 2006, 18:00 | Arabia Saudita                | 2:2 (0:1) | Túnez                    | Allianz Arena, Múnich                                               |                                                                     |
|                            | Al-Qahtani 57' · Al-Jaber 84' | Reporte   | Jaziri 23' · Jaïdi 90+2' | Asistencia: 66.000 espectadores Árbitro(s): Mark Shield (Australia) | Asistencia: 66.000 espectadores Árbitro(s): Mark Shield (Australia) |

| 19 de junio de 2006, 18:00 | Arabia Saudita | 0:4 (0:2) | Ucrania                                                   | AOL Arena, Hamburgo                                                  |                                                                      |
|                            |                | Reporte   | Rusol 4' · Rebrov 36' · Shevchenko 46' · Kalinichenko 84' | Asistencia: 50.000 espectadores Árbitro(s): Graham Poll (Inglaterra) | Asistencia: 50.000 espectadores Árbitro(s): Graham Poll (Inglaterra) |

| 23 de junio de 2006, 16:00 | Arabia Saudita | 0:1 (0:1) | España      | Fritz-Walter-Stadion, Kaiserslautern                             |                                                                  |
|                            |                | Reporte   | Juanito 36' | Asistencia: 46.000 espectadores Árbitro(s): Coffi Codija (Benín) | Asistencia: 46.000 espectadores Árbitro(s): Coffi Codija (Benín) |

### Participación de jugadores
| #  | Nombre               | Posición      | PJ | Min |   | Asist | Tiros  | Faltas |   |   |
| -- | -------------------- | ------------- | -- | --- | - | ----- | ------ | ------ | - | - |
| 2  | Ahmed Dokhi          | Defensa       | 3  | 234 | 0 | 0     | 1      | 1-5    | 1 | 0 |
| 3  | Redha Tukar          | Defensa       | 3  | 270 | 0 | 0     | 2      | 3-6    | 0 | 0 |
| 4  | Hamad Al Montashari  | Defensa       | 3  | 270 | 0 | 0     | 1      | 3-1    | 0 | 0 |
| 5  | Nayef Al Qadi        | Defensa       | 0  | 0   | 0 | 0     | 0      | 0-0    | 0 | 0 |
| 6  | Omar Al Ghamdi       | Mediocampista | 2  | 180 | 0 | 0     | 0      | 4-6    | 1 | 0 |
| 7  | Mohammed Ameen       | Mediocampista | 2  | 70  | 0 | 0     | 0      | 1-2    | 0 | 0 |
| 8  | Mohammed Noor        | Mediocampista | 3  | 240 | 0 | 1     | 1      | 5-6    | 0 | 0 |
| 9  | Sami Al Jaber        | Delantero     | 3  | 90  | 1 | 0     | 2      | 1-5    | 1 | 0 |
| 10 | Mohammad Al Shalhoub | Mediocampista | 0  | 0   | 0 | 0     | 0      | 0-0    | 0 | 0 |
| 11 | Saad Al Harhi        | Delantero     | 1  | 90  | 0 | 0     | 1      | 4-3    | 0 | 0 |
| 12 | Abdulaziz Khathran   | Defensa       | 2  | 126 | 0 | 0     | 0      | 5-2    | 0 | 0 |
| 13 | Hussein Sulimani     | Defensa       | 3  | 260 | 0 | 0     | 7      | 8-1    | 0 | 0 |
| 14 | Saud Kariri          | Mediocampista | 3  | 270 | 0 | 0     | 1      | 4-8    | 1 | 0 |
| 15 | Ahmed Al Bahri       | Defensa       | 0  | 0   | 0 | 0     | 0      | 0-0    | 0 | 0 |
| 16 | Khaled Aziz          | Mediocampista | 3  | 192 | 0 | 0     | 1      | 6-4    | 0 | 0 |
| 17 | Mohamed Al Bishi     | Defensa       | 0  | 0   | 0 | 0     | 0      | 0-0    | 0 | 0 |
| 18 | Nawaf Al Temyat      | Mediocampista | 2  | 144 | 0 | 0     | 6      | 5-3    | 1 | 0 |
| 19 | Mohammed Masaad      | Defensa       | 1  | 10  | 0 | 0     | 0      | 0-1    | 0 | 0 |
| 20 | Yasser Al-Qahtani    | Delantero     | 2  | 171 | 1 | 0     | 2      | 3-2    | 0 | 0 |
| 23 | Malek Mouath         | Delantero     | 3  | 83  | 0 | 1     | 1      | 5-3    | 0 | 0 |
| #  | Nombre               | Posición      | PJ | Min |   | Prom. | Atajos | Faltas |   |   |
| 1  | Mohammed Al Deayea   | Portero       | 0  | 0   | 0 | 0     | 0      | 0-0    | 0 | 0 |
| 21 | Mabrouk Zaid         | Portero       | 3  | 270 | 7 | 2,33  | 15     | 0-2    | 0 | 0 |
| 22 | Mohammad Khojah      | Portero       | 0  | 0   | 0 | 0     | 0      | 0-0    | 0 | 0 |

## Curiosidades
- Arabia Saudita fue el equipo con menor número de tarjetas amarillas de todo el torneo con tan solo 5 en sus tres partidos, en un torneo caracterizado por el alto número de amonestaciones.
- En un concurso realizado por Hyundai, los aficionados de los equipos eligieron un lema para cada seleccionado, el cual sería colocado en los buses que transportarían a los jugadores a lo largo del país. El eslogan elegido para Arabia Saudita fue «Nada puede parar a los halcones verdes»[2]
- Arabia Saudita eligió la localidad de Bad Nauheim, en el estado de Hesse, como su "cuartel" durante la realización del torneo.